# Petr Solfronk
Petr Solfronk (3. února 1876 Plzeň – 19. července 1954 Prostějov) byl český a československý podnikatel, politik a meziválečný poslanec Národního shromáždění za Československou stranu národně socialistickou.

## Biografie
V letech 1882–1887 navštěvoval obecnou školu v Plzni, pak v letech 1887–1889 dva roky studoval gymnázium v Domažlicích a v letech 1890–1893 průmyslovou školu pokračovací v Domažlicích. Vyučil se sazečem písma. V roce 1896 pracoval v Semilech, kde potkal svou pozdější ženu Bertu Šmídovou. Do roku 1908 bydlel v Chrudimi, pak se stěhuje do Prostějova. Zde působil v tiskárně firmy Adámek. V roce 1913 se zúčastnil stávky tiskařů a následně zůstal bez práce. V roce 1914 provozoval se svojí ženou živnost (prodej hudebních nástrojů), v roce 1916 založil živnost na výrobu razítek, kterou od roku 1922 rozšířil o tiskárnu, jež se vyvinula v rodinný podnik.
Po parlamentních volbách v roce 1929 získal poslanecké křeslo v Národním shromáždění. Mandát ale získal až dodatečně roku 1931 jako náhradník poté, co rezignoval poslanec Josef Knejzlík.
Povoláním byl podle údajů z roku 1931 majitelem tiskárny a komerčním radou v Prostějově. V roce 1924 se zmiňuje jako nově zvolený první náměstek starosty a roku 1937 jako člen městské rady v Prostějově za národní socialisty.
V květnu 1945 zemřel na tyfus jeho syn Zdeněk a vnuk Petr. Na podzim téhož roku zemřela i jeho žena Berta. Od roku 1949 byla na tiskárnu uvalena národní správa a následně byl podnik zlikvidován (zařízení rozbito a odvezeno do šrotu). Na následky podlomeného zdraví a politické perzekuce umírá v roce 1954. Pohřben byl v rodinné hrobce v Prostějově.